# Fallout 4: Far Harbor
Fallout 4: Far Harbor — дополнение к компьютерной игре Fallout 4, разработанное Bethesda Game Studios и изданное Bethesda Softworks 19 мая 2016 года для PlayStation 4, Windows и Xbox One в качестве загружаемого контента (DLC).
Действие игры происходит в 2287 году, после ядерной войны, уничтожившей большую часть Соединенных Штатов. В дополнении персонаж игрока как частный детектив занимается поисками пропавшей девушки в изолированном приморском поселке Фар-Харбор.
Во время игрового процесса доступен вид от первого или третьего лица. Игрок управляет главным героем всё время расследования, проходящего на Острове возле побережья штата Мэн. Основа геймплея — квесты и пазлы. За выполнение заданий игрок получает крышки от бутылок Nuka-Cola (основная валюта франшизы) и очки опыта. Головоломки отличаются разнообразием игровых механик: от стрельбы лазером по целям до строительства зданий из блоков.
Расширение было анонсировано в феврале 2016 года под влиянием отзывов игроков о диалоговой системе базовой игры, которая считалась не такой удачной, как другие игровые механики. Кроме того, команда разработчиков заметила интерес игроков к релизам, добавляющим большие объемы исследуемой территории. Цена сезонного пропуска Fallout 4 была увеличена из-за расширения.
Far Harbor получила в целом положительные отзывы критиков. Добавление новых квестов оценили высоко, но атмосфера дополнения и использование тумана вызвали неоднозначные мнения. Критиковали в основном головоломки, которые, по мнению рецензентов, были пустой тратой времени, ненужными или расстраивающими. В июле 2016 года Гийом Вир обвинил Bethesda в копировании его мода Autumn Leaves к Fallout: New Vegas, хотя и заявил, что не расстроился, даже если материал из Autumn Leaves был включен в Far Harbor компанией намеренно.

## Игровой процесс
Fallout 4: Far Harbor — дополнение для action/RPG Fallout 4. И в Fallout 4, и в Far Harbor доступно переключение перспективы между взглядом от первого или третьего лица. Действие разворачивается через 210 лет после «Великой войны», которая привела к ядерной катастрофе на территории Соединенных Штатов. В основной игре игрок ищет потерянного сына, а в расширении занимается поисками исчезнувшей девушки по имени Касуми по заказу детективного агентства «Валентайн». Происки ведутся на радиоактивном острове, окутанном туманом. Расположен он по версии Fallout рядом с городом Бар-Харбор, округ Хэнкок, штат Мэн.
В Far Harbor представлены три фракции с агрессивными и мирными неигровыми персонажами. Игрок выполняет квесты и решает головоломки, при этом существуют разные способы выполнить задание, каждый со своими подводными камнями. С персонажами и фракциями можно договариваться мирным путем, но это влияет на отношения с другими NPC, как и агрессивный путь, который может быть быстрее, но способен ослабить союзы игрока с фракциями.
Часть головоломок не были представлены в Fallout 4 — в некоторых нужно уничтожать цели лазерами, другие требуют от игрока строить здания из блоков. Некоторые из заданий включают расследования тайн, поиск пропавших предметов, разрешение разногласий, зачистку территорий от монстров. За выполнение заданий герою платят крышками от бутылок Nuka-Cola, вымышленной валютой серии Fallout. Также персонаж получает очки опыта.
Из основной игры перенесли игровую механику V.A.T.S. (Vault-Tec Assisted Targeting System). При использовании V.A.T.S. бой в реальном времени замедляется, позволяя выбрать, в какую часть тела противника выстрелить (игрок видит шанс попадания в процентах для каждой точки). Попадания в этом режиме могут иметь дополнительные эффекты: выстрел в голову может привести к мгновенной смерти, ранение в ноги замедлит врага, а если стрелять по оружию — можно обезвредить врага без ранений. Использование V.A.T.S. снижает выносливость игрока (Action Points, или AP). Уровень выносливости влияет на некоторые действия, которые могут быть недоступны игроку с недостаточным количеством AP. В этом случае придётся ждать восстановления. Силовая броня увеличивает скорость использования AP игрока.
Pip-Boy, небольшой компьютер, пристегиваемый к запястью персонажа, также играет определенную роль в Fallout 4 и Far Harbor. Он даёт доступ меню, в котором игрок может просматривать карты, статистику, данные и предметы. Через него же игрок, посетив Фар-Харбор, получит сигнал от детективного агентства Валентайна.

## Сюжет
Живущие в отдаленном уголке Содружества семья Накано, Кенджи и Рей, просят детективное агентство Валентайна найти их исчезнувшую дочь Касуми. Единственный Выживший (The Sole Survivor), начав расследование, выясняет, что Касуми поддерживала связь с Акадией и, одолжив лодку Кенджи, отправляется в погоню.
В городе Фар-Харбор Единственный Выживший обнаруживает, что у местных жителей конфликт с Детьми Атома. Заручившись помощью местного охотника и Портовика по имени Старый Лонгфелло Выживший находит живущую в Акадии Касуми. Девушка поверила, что она синт, и нашла убежище, хотя и начала сомневаться в намерениях DiMA. По просьбе Касуми Единственный Выживший начинает расследовать деятельность DiMA и узнает, что тот сознательно решил хранить часть своих воспоминаний на жестких дисках вне своего тела. Он спрятал их в компьютерной симуляции на базе Детей Атома — Ядре, но опасается, что, получив доступ к воспоминаниям, Дети смогут уничтожить Фар-Харбор.
Единственный Выживший обращается к Детям Атома, чтобы восстановить воспоминания DiMA, и узнает, что тот предпринял ряд мер для защиты Акадии и сохранения баланса сил между Фар-Харбором и Детьми Атома. Это коды доступа к хранящейся в Ядре ядерной боеголовке и средства для саботажа туманных конденсаторов, защищающих Фар-Харбор. Выживший также узнает, что DiMA убил капитана Эйвери и заменил ее синтом для сохранения мира между Фар-Харбором и Акадией.

### Концовки
В игре существует восемь доступных концовок. Единственный Выживший может уничтожить Фар-Харбор или Детей Атома, а также может сообщить жителям Фар-Харбора о преступлении DiMA, спровоцировав конфликт между Портовиками и Акадией.
Если игрок взорвёт боеголовку, контроль над островом перейдет к Портовикам. Если уничтожит конденсаторы тумана — доминировать станут Дети Атома. В любом случае Акадия будет спасена, хотя DiMA и не одобрит действия игрока. Если же игрок столкнется с DiMA из-за убийства Эйвери, Акадия может стать враждебной.
Также Единственный Выживший может установить более прочный мир между всеми сторонами, убив или изгнав Верховного Исповедника Тектуса и позволив DiMA заменить его синтом с более умеренной позицией по отношению к Портовикам.
Кроме того, Единственный Выживший может сделать так, чтобы основные фракции узнали о существовании Акадии. В этом случае Институт, научная организация, создавшая синтов, пошлет агентов для возвращения синтов, а квазирелигиозная организация Братство Стали отправит экспедицию для их истребления. «Железная дорога», группа, выступающая против существования Института и стремящаяся освободить разумных синтов, пошлет оперативника для контакта с Акадией, но отвергнет предложенную помощь.
Выбрав один из вышеизложенных вариантов Единственный Выживший отправляется к семье Накано в Содружество. Касуми, в зависимости от выбора игрока, возвращается вместе с ним или остается в Акадии.

## Разработка и релиз
Разработкой занималась Bethesda Game Studios, анонсировали дополнение в блоге вместе с Automatron, Wasteland Workshop и тизерами других расширений 16 февраля 2016 года, через три месяца после официального выхода Fallout 4. Выпустили Far Harbor 19 мая для PlayStation 4, Windows и Xbox One. Из первых трёх расширений именно оно добавило самую большую территорию, и стоило больше других. В нём также были добавлены новые подземелья (локации с самостоятельными заданиями), квесты, существа и разнообразные игровые возможности.
Расширение вошло в состав сезонного пропуска Fallout 4, собравшего все пакеты расширений. Из-за большого количества дополнительного контента цена на пропуск выросла с 30 до 50 долларов США.
На создание расширения повлияли отзывы игроков о «работавшей не так хорошо, как другие функции» системе диалогов в Fallout 4. Обычно система диалогов в играх Fallout позволяет игрокам влиять на неигровых персонажей и варианты диалогов в Far Harbor были разработаны, чтобы дать игрокам больше возможностей для завершения игры. Команда разработчиков также обнаружила интерес игроков к посещению новых мест, добавив много новых земель в Far Harbor, хоть это увеличило стоимость и продолжительность разработки.
Через две недели после официального релиза версию для PlayStation 4 переиздали для исправления проблем с производительностью. В ходе анализа производительности от Eurogamer’s Digital Foundry, было обнаружено, что вместо стандартной для Fallout 4 частоты в 30 fps, на улицах и в туманных биомах Far Harbor частота падает до 15 fps, а во время перестрелок — ещё ниже. То же исследование показало, что версия для Xbox One работает с частотой 20-30 кадров в секунду, но испытывает различные проблемы, такие как «заикание» (непоследовательная подача кадров, прерывание или колебание плавности видео) и программные блокировки. Обновление снизило уровень тумана и повысило стабильность игры.

## Рецензии
| Сводный рейтинг | Сводный рейтинг | Сводный рейтинг |
| Издание         | Оценка          | Оценка          |
| Издание         | PS4             | Xbox One        |
| --------------- | --------------- | --------------- |
| GameRankings    | 70,00 %         | 81,25 %         |

Fallout 4: Far Harbor была выпущена с «в целом благоприятными» отзывами, согласно агрегатору рецензий Metacritic. Рецензенты хвалили новые квесты, но критиковали секции головоломок. В частности, Дэн Стэплтон (IGN) выразил восхищение новыми квестами, но сказал, что в комнатах с головоломками «так трудно провалиться, что я не понимаю, зачем Bethesda это сделала». Он также отметил, что расширение Far Harbor содержит один из самых сильных квестовых материалов в Fallout 4. Питер Браун (GameSpot) высоко оценил добавление «нескольких часов побочных заданий с любопытными персонажами», с ним согласились и сотрудники Game Central. Мэтт Виттакер (Hardcore Gamer) высоко оценил квесты: похвалил главную квестовую линию за акцент на «моральной двусмысленности и трудном выборе», сказав, что это то, что искали фанаты Fallout. Рецензентам Game Revolution и GameCentral не понравились головоломки, как и Джеку де Куидту (Rock, Paper, Shotgun), который посчитал, что ИИ для поиска путей в сегментах головоломок очень разочаровывает, хотя, по его мнению, они являются «небольшой частью релиза». И де Куидт, и рецензент Game Revolution сочли движок недостаточным для сложных головоломок.Несколько рецензентов, говоря о добавленном в расширение контенте, связанном с блоками, приводили сравнения с видеоигрой Minecraft.
Рецензенты по-разному оценили атмосферу и туман. Стэплтон высоко оценил большую часть контента, за исключением тумана, который, по его мнению, через некоторое время стал раздражать, но Мэтт Виттакер считает, что туман не является большой помехой, если персонаж игрока создан для ослабления радиации. Дэвид Амброзини (IGN) и Кристофер Ливингстон (PC Gamer) высоко оценили атмосферу, причем Ливингстон сказал, что «вы буквально чувствуете её вкус». Мнения рецензентов разделились и по поводу сюжетной линии: авторы Game Revolution восхищались историей и новыми персонажами, а Питер Браун счёл их неинтересными.
Некоторым рецензентам не понравилась закольцованность в расширении, а Ник Роуэн (Destructoid) был разочарован отсутствием уникальности в релизе. Чад Сапиха (Post Arcade) сказал, что ему надоели повторяющиеся мелкие задания вроде управления лутом (игровыми ценностями) и путешествий между поселениями только для его утилизации; он добавил, что с Fallout 4 и его DLC покончено и он готов перейти к следующей части. Дэвид Сориано (IGN) высоко оценил обширные размеры карты, но посчитал, что они были потрачены впустую. Элис Белл (VideoGamer.com) и рецензенты GameCentral высоко оценили соотношение цены и качества: Белл сказала, что Far Harbor — лучшее из первых трёх расширений, позволяющее получить «максимальную выгоду», даже с учетом недостатков дизайна.